# Dacryoscyphus
Dacryoscyphus — рід грибів родини Dacrymycetaceae. Назва вперше опублікована 2005 року.

## Класифікація
До роду Dacryoscyphus відносять 3 види:
- Dacryoscyphus chrysochilus
- Dacryoscyphus pinacearum
- Dacryoscyphus subarcticus